# Nemoraea moerens
Nemoraea moerens là một loài ruồi trong họ Tachinidae.